# Lonsheim
Lonsheim település Németországban, Rajna-vidék-Pfalz tartományban. Lakosainak száma 601 fő (2023. december 31.).

## Népesség
A település népességének változása:
| Lakosok száma | 414  | 581  | 610  | 588  | 589  | 590  | 601  |
|               | 1975 | 2014 | 2017 | 2019 | 2021 | 2022 | 2023 |